# Metacynorta vokesi
Metacynorta vokesi is een hooiwagen uit de familie Cosmetidae.